# Hermann Bollnow
Hermann Bollnow (* 19. Juli 1906 in Stettin; † 31. März 1962 in Wilhelmshaven) war ein deutscher Historiker. Ein Schwerpunkt seiner Forschung waren die Burgwälle Pommerns.

## Leben und Leistungen
Hermann Bollnow wurde 1906 in Stettin als Sohn des Mittelschullehrers Otto Bollnow geboren, sein Bruder war Otto Friedrich Bollnow. 1914 zog die Familie nach Anklam, weil sein Vater dort Rektor der 3. Volksschule wurde. Hermann Bollnow besuchte das Humanistische Gymnasium in Anklam. Anschließend studierte er an der Universität Greifswald Germanische Philologie und Geschichte. Je ein Semester verbrachte er am Herder-Institut Riga und an der Universität Göttingen. An der Universität Greifswald war er ein Schüler von Adolf Hofmeister, hier wurde er 1928 mit einer Arbeit über Die Grafen von Werl zum Dr. phil. promoviert.
Anschließend, von 1928 bis 1930, bearbeitete er unter Otto Kunkel die Katalogisierung der Pommerschen Burgwälle. Zu diesem Themengebiet forschte und veröffentlichte er auch später weiter; beruflich schlug er jedoch zunächst die Laufbahn des Gymnasiallehrers ein. Hierzu legte er 1931 in Greifswald das wissenschaftliche Staatsexamen ab, 1933 in Stettin das pädagogische Staatsexamen. 1938 wurde er Studienrat an der Luisenschule im heimatlichen Anklam. 1943 erwarb er an der Universität Greifswald die venia legendi für mittlere und neuere Geschichte mit einer Arbeit über Untersuchungen zur Geschichte der pommerschen Burg im 12. und 13. Jahrhundert. Seine Hochschullaufbahn wurde durch den Militärdienst verzögert; er diente 1939/1940 und nach 1943 als Soldat, zuletzt als Sanitätsunteroffizier. Anschließend war er bis Juli 1945 in Kriegsgefangenschaft.
Nach dem Zweiten Weltkrieg, als seine Heimat Vorpommern zur SBZ und später zur DDR gehörte, ließ sich Bollnow in Niedersachsen nieder. Er übernahm verschiedene Positionen im Hochschuldienst unterhalb der ordentlichen Professur und erweiterte sein Arbeitsfeld von der Geschichtsforschung in andere Bereiche der Sozialwissenschaften. Er war zeitweise Privatdozent an der Universität Göttingen und zeitweise Lehrbeauftragter für Soziologie an der Bergakademie Clausthal. Seit 1952 war er an der Hochschule für Sozialwissenschaften in Wilhelmshaven tätig. Mit der Angliederung dieser Hochschule an die Universität Göttingen zum 1. April 1962 hätte Bollnow eine ordentliche Professur erhalten, er starb jedoch am 31. März 1962 in Wilhelmshaven.
Bollnow war Mitglied der Historischen Kommission für Pommern.

## Schriften (Auswahl)
Ein vollständiges Schriftenverzeichnis in: Baltische Studien. Band 49 N.F., 1962/1963, ISSN 0067-3099, S. 10–11.
- Die Grafen von Werl. Genealogische Untersuchungen zur Geschichte des 10. bis 12. Jahrhunderts. Ostsee-Druckerei und Verlag, Stettin 1930. (Dissertation)
- Vorgeschichtsfunde im Besitze Herzogs Philipps II. Beiheft zum Erwerbungs- und Forschungsbericht des Pommerschen Landesmuseums. Stettin 1937.
- Aspekte sozialer Wirklichkeit. Duncker & Humblot, Berlin 1958.
- Studien zur Geschichte der pommerschen Burgen und Städte im 12. und 13. Jahrhundert. Böhlau Verlag, Köln Graz 1964.